# Noguera de Tor (Valle de Bohí)

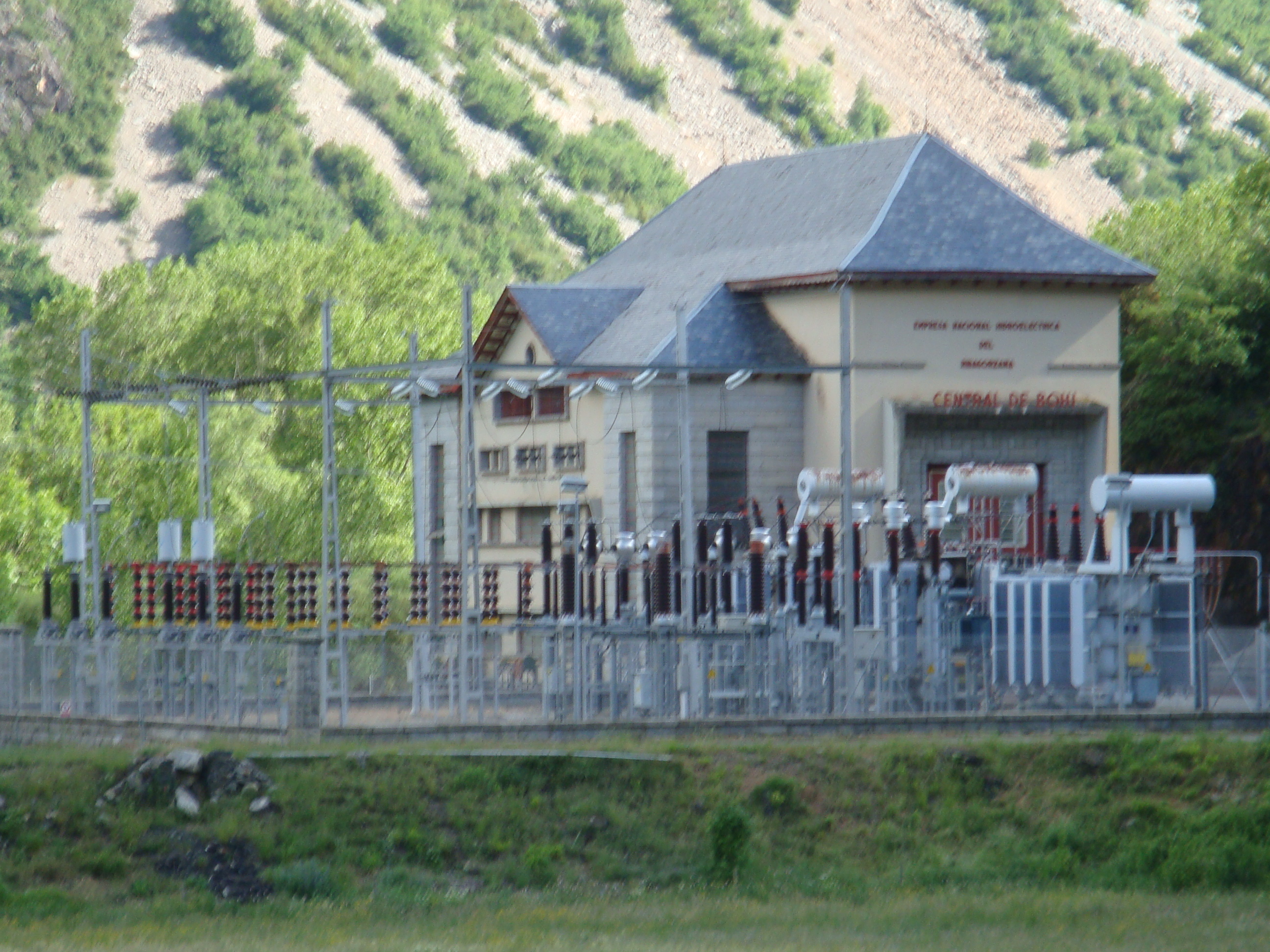
Central hidroeléctrica de Bohí, sobre el río Noguera de Tor.

El Noguera de Tor es un río catalán, principal afluente del Noguera Ribagorzana que discurre por el valle de Bohí. Nace en la zona lacustre que hay al pie del pico Montardo de Arán (2826 m) y se desliza en dirección nordeste sudoeste hasta unirse con el Noguera Ribagorzana al norte de El Pont de Suert. Recibe por su margen izquierda los pequeños ríos Sant Nicolau, Sant Martí y Durro (que es casi un arroyo). No tiene ninguno en su margen derecha.
- Datos: Q9050536
- Multimedia: Noguera de Tor / Q9050536